# Hair (película)
Hair (1979) es una película musical dirigida por Miloš Forman y protagonizada por John Savage, Beverly d'Angelo y Treat Williams. Basada en el musical homónimo de 1967, la película fue nominada al César a la Mejor película extranjera.

## Argumento
Hair es un musical rock que se centra en las vidas de dos jóvenes en el contexto de la contracultura hippie de la era de Vietnam. Claude Hooper Bukowski es un joven inocente que es enviado a la ciudad de Nueva York después de haber sido reclutado por el ejército ("Age Of Aquarius"). Antes de su incorporación, Claude pasea por Nueva York, donde se encuentra con una "tribu" muy unida de hippies liderada por George Berger y Sheila Franklin, una debutante de ascendencia adinerada ("Sodomy"). Claude más tarde atrapa y monta un caballo fuera de control, que los hippies han alquilado y con el que Claude exhibe sus habilidades a Sheila ("Donna"). Claude luego le devuelve el caballo a Berger.
Esa noche, Claude es apedreado junto con Berger y la tribu. También se le muestran varios problemas raciales y de clase de la década de 1960 ("Hashish", "Colored Spade", "Manchester", "I'm Black/Ain't Got No"). A la mañana siguiente, Berger encuentra un recorte de periódico que da la dirección de Sheila. Los miembros de la tribu -LaFayette "Hud" Johnson, Jeannie Ryan y "Woof Daschund" - organizan una fiesta privada para presentar a Claude y Sheila, que secretamente disfruta de la interrupción de su rígido entorno ("I Got Life"). Después de que Berger y compañía sean arrestados, Claude usa sus últimos $ 50 para sacar a Berger de la cárcel, donde la negativa de Woof a cortarse el pelo lleva a la canción principal de la banda sonora ("Hair").
Cuando Sheila no puede pedir prestado dinero a su padre, Berger regresa a casa de sus padres. Su madre le da suficiente dinero para rescatar a sus amigos. Posteriormente asisten a un mitin por la paz en Central Park, donde Claude prueba ácido por primera vez ("LBJ", "Electric Blues/Old Fashioned Melody", "Hare Krishna"). Justo cuando Jeannie le propone matrimonio a Claude, para mantenerlo fuera del ejército, Sheila aparece para disculparse. El "viaje" de Claude refleja su conflicto interno sobre cuál de los tres mundos con los que encaja: su propia cultura de granja de Oklahoma, la sociedad de clase alta de Sheila o el entorno libre de hippies.
Después de salir de su viaje, Claude tiene una pelea con Berger y los miembros de la tribu, aparentemente debido a una broma pesada que le hacen a Sheila (robar su ropa mientras está nadando, lo que la obliga a tomar un taxi desnuda), pero también debido a sus diferencias filosóficas sobre la guerra en Vietnam. Después de deambular por la ciudad ("Where Do I Go?"), Claude finalmente informa a la junta de reclutamiento, completa su alistamiento y es enviado a Nevada para un entrenamiento básico.
Es invierno en Nueva York cuando Claude escribe a Sheila desde Nevada ("Walking In Space"). Ella a su vez comparte las noticias con Berger y sus amigos. Berger idea un plan para visitar a Claude en Nevada. Mientras tanto, la prometida de Hud, con quien tiene un hijo, LaFayette Jr., quiere casarse como habían planeado ("Easy To Be Hard"). Los miembros de la tribu engañan al hermano de Sheila, Steve, para que salga de su automóvil, para luego dirigirse hacia el oeste para visitar a Claude.
Al llegar al centro de entrenamiento del ejército donde está estacionado Claude ("Three-Five-Zero-Zero", "Good Morning Starshine"), los hippies son rechazados porque la base está en alerta (el MP de servicio también asume una actitud condescendiente hacia Berger, caricaturizando su acento). Sheila habla con el sargento Fenton en un bar local. Atrae al sargento, con insinuaciones de sexo, a un camino aislado del desierto, robando su uniforme. Los hippies roban el auto de Fenton y Berger se corta el pelo y se pone el uniforme (convirtiéndose simbólicamente en un adulto responsable), conduce el auto del sargento hacia la base del ejército. Encuentra a Claude y le ofrece ocupar su lugar para el próximo recuento, de modo que Claude pueda encontrarse con Sheila y los demás para un pícnic de despedida que tienen para él en el desierto.
Ironías del destino, justo después de que un Claude disfrazado se escabulla al pícnic, la base se activa completamente con envíos inmediatos a Vietnam. El ardid de Berger no es descubierto; horrorizado ante la posibilidad de unirse a la guerra, es llevado al avión y embarcado. Claude regresa para ver la base vacía y el avión de Berger despegando y volando hacia el sudeste asiático ("The Flesh Failures").
Meses después, Claude, Sheila y la tribu se reúnen alrededor de la tumba de Berger en el Cementerio Nacional de Arlington, en una escena donde se muestra que murió en la guerra. Mientras se canta "Let the Sunshine In", lloran la pérdida de su amigo. La película termina con una protesta de paz a gran escala en Washington D. C.

## Reparto
- John Savage como Claude Hooper Bukowski.
- Treat Williams como George Berger.
- Beverly D'Angelo como Sheila Franklin.
- Annie Golden como Jeannie Ryan.
- Dorsey Wright como LaFayette "Hud" Johnson.
- Don Dacus como Woof Daschund.
- Nell Carter como Cantante de Central Park ("Ain't Got No" y "White Boys").
- Cheryl Barnes como Prometida de Hud.
- Richard Bright como Sargento Fenton.
- Ellen Foley como Cantante de los Black Boys.
- Miles Chapin como Steve.
- Charlotte Rae como Lady in Pink.
- Laurie Beechman como Cantante de los Black Boys.
- Nicholas Ray como El General.
- Michael Jeter como Woodrow Sheldon.
- Renn Woods como Chica con flores (Singer of "Aquarius").
- David Rose como the Acid King (papel no acreditado).

## Temas
No se incluyeron las canciones «My Conviction» y «The Air» del musical y hay otras diversas pero pequeñas modificaciones para adaptar las canciones a la acción.
- Aquarius (**)
- Sodomy
- Donna/Hashish
- Colored Spade
- Manchester
- Abie Baby/Fourscore
- I'm Black/Ain't Got No
- Party Music
- I Got Life
- Frank Mills
- Hair
- L. B. J.
- Electric Blues/Old Fashioned Melody
- Hare Krishna
- Where Do I Go?
- Black Boys
- White Boys
- Walking in Space
- Easy to be Hard
- 3-5-0-0
- Good Morning Starshine
- What a Piece of Work is Man
- Somebody to Love
- Don't Put it Down
- The Flesh Failures/Let the Sunshine in